# Phantasmagoria (album, The Damned)
Phantasmagoria je šesté studiové album anglické rockové skupiny The Damned. Vydáno bylo v červenci roku 1985 společností Off Beat. První singl z alba, nazvaný „Grimly Fiendish“, vyšel již v březnu toho roku. Následovaly ještě dva singly – „The Shadow of Love“ (červen) a „Is It a Dream?“ (září). Deska byla nahrána během několika měsíců ve studiu Eel Pie v londýnském Twickenhamu. Spolu se členy kapely jej produkovali Jon Kelly a Bob Sargeant. Jde o první album kapely, na němž nehrál zakládající člen Captain Sensible. Po vydání se umístilo na jedenácté příčce britské hitparády, což se žádnému jinému albu kapely nepodařilo. Autorem fotografie na obalu desky, na němž je žena v černém oblečení na hřbitově, je Bob Carlos Clarke. Pořízena byla na hřbitově v londýnské oblasti Kensal Green. Žena na obalu je Susie Bick, pozdější manželka australského hudebníka Nicka Cavea.

## Seznam skladeb
1. Street of Dreams – 5:38
2. Shadow of Love – 3:51
3. There'll Come a Day – 4:15
4. Sanctum Sanctorum – 6:27
5. Is It a Dream – 3:27
6. Grimly Fiendish – 3:50
7. Edward the Bear – 3:37
8. The Eighth Day – 3:46
9. Trojans – 4:53

## Obsazení
The Damned
- Dave Vanian – zpěv
- Roman Jugg – kytara, klávesy, zpěv
- Bryn Merrick – baskytara
- Rat Scabies – bicí

Ostatní hudebníci
- Paul Shepley – klávesy
- Andy Richards – klávesy
- Luís Jardim – perkuse
- Gary Barnacle – saxofon, žestě